# انجمن طراحی
انجمن طراحی (به انگلیسی: The Design Society) یک سازمان بین‌المللی غیردولتی و غیرانتفاعی با تمرکز بر طراحی مهندسی است. انجمن طراحی یک نهاد خیریه است که در اسکاتلند تحت دفتر تنظیم‌کنندۀ خیریۀ اسکاتلند به شمارۀ SC 031694 ثبت شده‌ است. رویداد شاخص انجمن طراحی، کنفرانس بین‌المللی دوسالانه در طراحی مهندسی (آی‌سی‌ای‌دی) است.